# Festival Ljubljana
Festival Ljubljana je javni zavod, ki ga je leta 1952 ustanovila Mestna občina Ljubljana. Ukvarja se z organizacijo kulturnih prireditev v mestu, tudi istoimenskega poletnega festivala, ki se odvija od leta 1953.
Je član Evropskega združenja festivalov EFA in Mednarodnega združenja za upodabljajočo umetnost ISPA.

## Vodenje
Njegov direktor in umetniški vodja je Darko Brlek, ki festival kot umetniški vodja vodi od leta 1993, leta 1995 pa je tej funkciji dodal še direktorsko (petletni mandat 22. 12. 2019 – 21. 12. 2024). Organa zavoda sta svet (predsednica Jadranka Dakić, podpredsednik Anton Colarič, Francka Trobec, Iztok Kordiš in Špela Draksler - vsi štiriletni mandat: 23. 3. 2017 – 22. 3. 2021) in strokovni svet (predsednik Tomo Vran, podpredsednica Andrej Božič in Vesna Ovčak - vsi štiriletni mandat: 19. 7. 2017 – 18. 7. 2021).
Špelo Draksler so izvolili izmed zaposlenih FL. Toma Vrana je imenovala Kulturniška zbornica Slovenije, Andreja Drapala je imenovala Gospodarska zbornica Slovenije, Vesno Ovčak pa so imenovali izmed zaposlenih FL.

## Financiranje
Leta 2019 je bil proračun festivala 3,2 milijonov evrov. Med letoma 2016 in 2020 so bili prihodki od dotacij in subvencij okoli 2 ali 3 milijonov evrov, prihodki od storitev pa okoli milijov evrov.
Glavni vir javnih sredstev je ljubljanska občina. Največji sponzor med ljubljanskimi javnimi podjetji je Vodovod-Kanalizacija. FL je med svojimi slabostmi navedel malo denarja s strani države, deljenje lastništva kompleksa Križank s srednjo oblikovno šolo in slabše izhodišče za pridobivanje evropskih sredstev zaradi umeščenosti v najbolj razvito regijo.

### Cena vstopnic
Vstopnice za poletni festival veljajo za drage. Direktor Drago Brlek je dejal, da ima še vedno goste, ki porabijo več sto ali tisoč evrov.

## Prireditve in dejavnosti zavoda
Festival Ljubljana
Festival je ustanovilo Turistično društvo Ljubljana. Prvi se je začel 4. julija 1953. Novembra 1954 je bil ustanovljen finančno samostojni zavod Festival Ljubljana. Leta 1962 je nastala Prireditvena poslovalnica festival. Prvi predsednik festivalovega odbora je bil od leta 1955 Fran Vatovec. Prvi direktor zavoda je bil Radovan Gobec od leta 1956.
Slovenski glasbeni dnevi
FL je organizacijo Slovenskih glasbenih dnevov prevzel leta 1986 na pobudo skladatelja Milana Stibilja in muzikologa Primoža Kureta.
Cikel Mladi virtuozi
Uveden ob Brlekovem prihodu leta 1993.
Zimski festival
Poteka od leta 2017 v zimskih mesecih.
Cikel Božični koncerti
Nastopi učencev glasbenih šol.
Mojstrski tečaji
Za tuje in domače študente, ki potekajo od leta 2019. Umetniški vodja je pozavnist Branimir Slokar.

## Kritike, polemike in uradni postopki
Revijo Mladina je leta 2005 zmotilo, da je Festival Ljubljana dobil koncesijo za ljubljansko vzpenjačo ter da se bo tako ukvarjal še s prevozom potnikov. Dnevnikov kritik Jure Dobovišek je leta 2018 zapisal, da poletni festival nima umetniškega vodje, ampak dolgoletnega in dosmrtnega direktorja, ki je mojster politično oportunega ravnanja.

### Oviranje konkurence
Novembra 2000 sta se Festival Ljubljana in Cankarjev dom dogovorila, da se bosta medsebojno obveščala o načrtovanih prireditvah in preprečevala hkratne podobne prireditve drugim organizatorjem. Urad RS za varstvo konkurence je junija 2001 izdal odločbo, da gre za kršenje prvega odstavka petega člena zakona o preprečevanju omejevanja konkurence.
Z omenjeno odločbo je direktor Brlek razložil polovični dvig najemnine za Križanke.

### Zapora za pešče in kolesarje
Za potrebe festivala so bila zaprta območja okoli Križank in nekateri so bili mnenja, da je festival naperjen proti revnim ter da goji kulturo malomeščanstva. PR služba festivala je bila deležna očitka o neprimerni komunikaciji z novinarji, saj jim je v zvezi z zaporo poslala spis o dvajsetletni zgodovini festivala, ki naj bi potrdil njegovo pomembnost za Ljubljano.

### Vrnitev križevniške cerkve križnikom
Vrhovno sodišče je leta 2021 na pobudo ljubljanske občine in Festivala Ljubljana zavrnilo vrnitev križevniške cerkve križnikom.

### Streha avditorija Križanke ter zgradba in vprašanje selitve Srednje šole za oblikovanje in fotografijo
Platneno streho avditorija Križank je leta 2016 uničil snegolom. Ljubljanska občina se je odločila, da nove strehe ne bo pritrdila na stavbo Srednje šole za oblikovanje in fotografijo (SŠOF).
Festival Ljubljana je sprožil neuspešen inšpekcijski postopek, s katerim je želel dokazati, da je ta stavba nevarna. SŠOF nasprotuje svoji selitvi na Roško, izraženi v pismu o nameri, in meni, da MOL prazni središče mesta in staro Ljubljano za turistično industrijo, ki prodaja nekajurno doživetje. Brleku je bilo očitano tudi, da strehe ne želi postaviti na sodoben način, ampak po starem z vijaki, kar po njeni zrušitvi ni več mogoče, in da je situacijo želel izkoristiti, da bi se znebil srednje oblikovne.
Leta 2021 naj bi bila streha dokončno postavljena.

### Poziv k bojkotu koncerta Plácida Dominga
Leta 2021 so predstavniki Levice v ljubljanskem mestnem svetu pozvali k bojkotu nastopa opernega pevca Plácida Dominga na ljubljanskem festivalu zaradi obtožb o spolnem nadlegovanju. Direktor Brlek je na pisanje novinarja Mladine odgovoril, da proti pevcu niso bili sproženi uradni postopki. Boris Vezjak je napisal, da Brlekova »pojasnila zvenijo kot sicer uglajena šarada sprenevedanja in so napisana v duhu, kakor da na slovenskih tleh nismo niti za milimeter zakorakali v globino družbenega fenomena spolnega predatorstva.«

### Nastopi podpornikov ruskega režima
Leta 2024 je bil na festivalu načrtovan nastop ruske balerine Svetlane Zaharove, ki je članica Putinove stranke Združena Rusija in je javna podpornica rusko-ukrajinske vojne. Po pritožbi ukrajinskega veleposlaništva v Sloveniji je bil njen nastop odpovedan, iz podobnih razlogov je bil pred tem odpovedan tudi v južnokorejskem Seulu. Kasneje je direktor Festivala Ljubljana nastop brez obrazložila vrnil na spored v okrnjeni obliki in trdil, da je bila odpoved povezana le z zapleti pri pridobovanju vizumov. Društvo Ukrajincev v Sloveniji je ostro obsodilo vrnitev nastopa in dodalo, da je nastop odkrite podpornice ruskega režima neskladen s standardi kulture in etike v Sloveniji.
Leta 2025 je festival še povečal zastopanost ruskih umetnikov; poleg ponovne udeležbe Zaharove, je povabil tudi Ano Netrebko, ki je prav tako  podpornica Putinovega režima in se je že leta 2014 slikala v okupiranem Donecku. Ukrajinska skupnost v Sloveniji je izrazila ogorčenje in izpostavila neposredno podporo obeh umetnic ruskemu imperializmu v Ukrajini. Zaskrbljenost nad takšnim legitimiranjem podpornikov Putina je v javnem pismu izrazil tudi veleposlanik Ukrajine v Sloveniji.

## Nagrade
- Župančičeva nagrada 1985
- Častni znak svobode 2002[5]